# Gomphus perlaetus
Gomphus perlaetus är en trollsländeart som beskrevs av Chao 1953. Gomphus perlaetus ingår i släktet Gomphus och familjen flodtrollsländor. Inga underarter finns listade i Catalogue of Life.